# ثقافة أرمنية

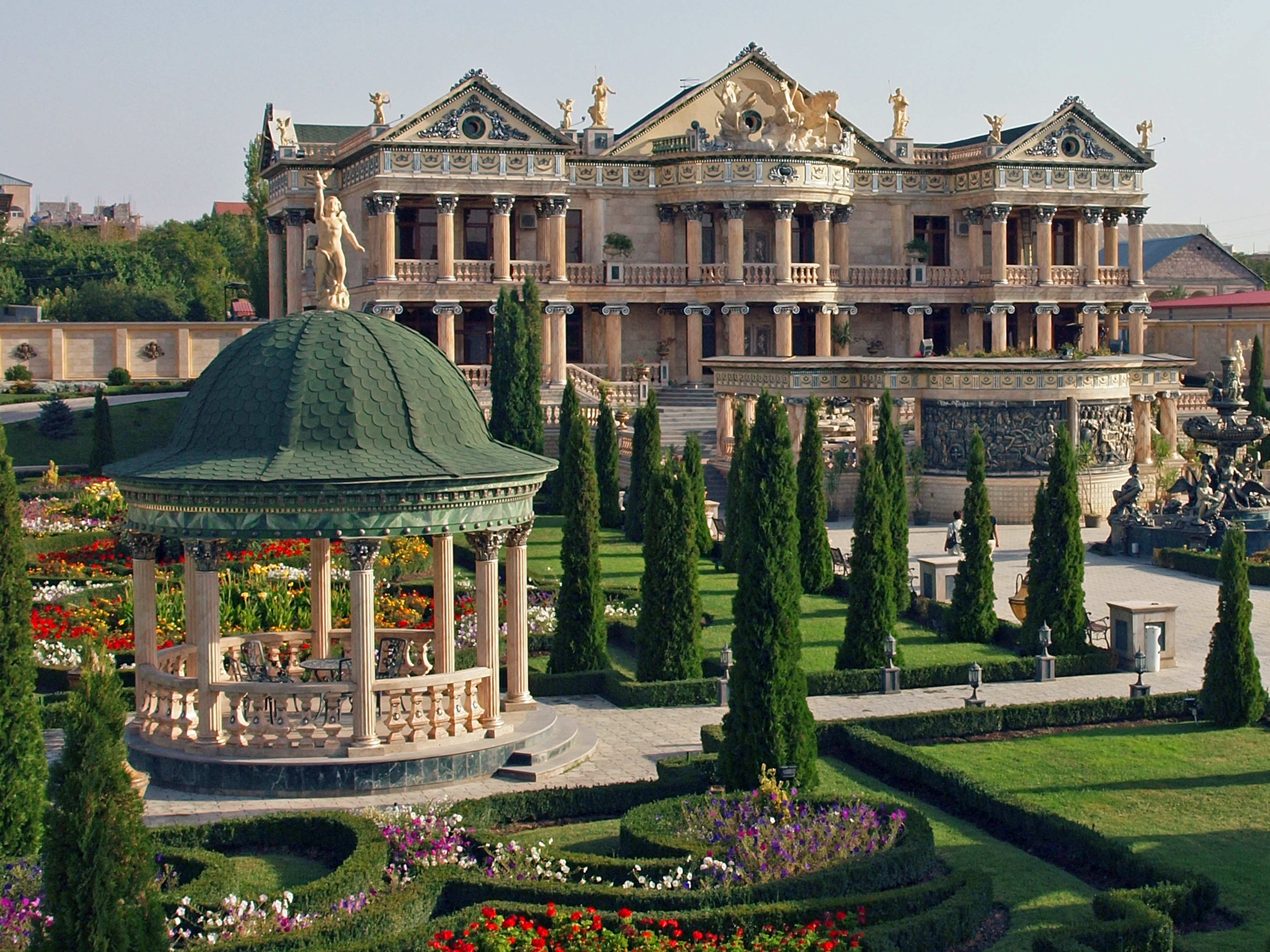
قصر أجابنياك في يريفان.

يمتلك الأرمن أبجدية ولغة خاصتين. تم اختراع الأبجدية الأرمنية في 405 ميلادي من قبل القديس ميسروب مشدوتس وتتألف من ثمانية وثلاثين حرفاً، منها حرفان أضيفا خلال الفترة القيليقية. يتحدث الأرمنية 96% من سكان البلاد بينما يتكلم 75.8% اللغة الروسية، كما تزداد شعبية اللغة الإنكليزية مع الوقت الحالي.

## الموسيقى والرقص

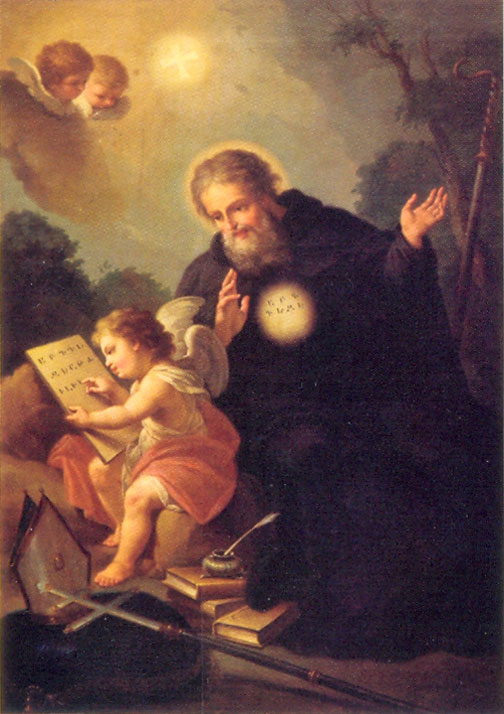
ميسروب ماشدوتس بريشة فرانشسكو ماغيوتو.

الموسيقى الأرمنية مزيج من الموسيقى الشعبية المحلية، والتي ربما يمثلها أفضل تمثيل موسيقى دودوك لدجيفان جاسباريان، فضلاً عن موسيقى البوب والموسيقى المسيحية.
توجد الأدوات الموسيقية مثل الدودوك والدهل والزرنة والقانون في الموسيقى الفولكلورية الأرمينية. كما يشتهر فنانون من أمثال سيد نوا بسبب تأثيرهم في تطوير الموسيقى الفولكلورية الأرمينية. أحد أقدم أنواع الموسيقى الأرمنية هي الأنشودة الأرمنية التي تعد النوع الأكثر شيوعاً من الموسيقى الدينية في أرمينيا. الكثير من هذه الأناشيد قديمة في الأصل، وتمتد إلى عصور ما قبل المسيحية، بينما البعض الآخر حديث نسبياً، بما في ذلك العديد من تأليف القديس مسروب مشدوتس مخترع الأبجدية الأرمنية. تحت الحكم السوفياتي، اشتهر الملحن الأرمني آرام خاتشاتوريان على الصعيد الدولي من خلال تأليفه للموسيقى الكلاسيكية الأرمنية ومختلف أعمال الباليه ومنها رقصات سيبر (سيبر نوع من أنواع السيوف) في باليه غايانه.
تسببت مذابح الأرمن بهجرة واسعة واستيطانهم مناطق أخرى من العالم. حافظ الأرمن على تقاليدهم وبرز عدد من المغتربين مع موسيقاهم. اشتهرت إلى حد ما موسيقى «الكاف» ذات النمط الأرمني حيث تستخدم أدوات موسيقية أرمنية وشرق أوسطية (غالباً كهربائية/ مضخمة) وبعض الآلات الغربية. حافظ هذا النمط على الأغاني والرقصات الشعبية في أرمينيا الغربية، كما عزف العديد من الفنانين الأرمن الموسيقى الشعبية المعاصرة في تركيا وغيرها من دول الشرق الأوسط التي هاجر إليها الأرمن. لربما يعتبر ريتشارد هاغوبيان الأكثر شهرة في النمط التقليدي «الكاف» كما كانت الفرقة فوسبيكيان مشهورة في الأربعينيات والخمسينيات من القرن الماضي لتطويرها أسلوبها الخاص من «موسيقى الكاف» والتي تأثرت تأثراً كبيراً بموسيقى الجاز الشعبية الأميركية بيغ باند حينها. في وقت لاحق، وانطلاقاً من الشتات الأرمني في الشرق الأوسط ومتأثراً بموسيقى البوب الأوروبية (الفرنسية خصوصاً)، تطورت موسيقى البوب الأرمنية في الستينات والسبعينات من القرن الماضي مع فنانين مثل أديس هارمانديان وهاروت بامبوكجيان. كما يوجد حالياً فنانون مثل سيروشو يؤدون موسيقى البوب إلى جانب الموسيقى الفولكلورية الأرمينية. من بين مشاهير الموسيقيين الأرمن المغتربين على الصعيد العالمي المغني والملحن الفرنسي الارمني شارل أزنافور وعازف البيانو ساهان أرزروني وهناك أيضاً سوبرانو أوبرا مشاهير مثل هاسميك بابيان ومؤخراً إيزابيل بيركداريان وآنا كاسيان. كما يغني بعض الأرمن الموسيقى غير الأرمنية مثل فرقة الهيفي ميتال سيستم أوف أ داون (والتي غالباً ما تدمج النسق والمعزوفات الأرمنية التقليدية في أغانيها) أو نجمة البوب شير. بين الشتات الأرمني، تحظى الأغاني الثورية الأرمنية بشعبية لدى الشباب. تحث هذه الأغاني الوطنية الأرمنية عادة على الوطنية وغالياً ما تكون حول تاريخ الأرمن.

## الفن

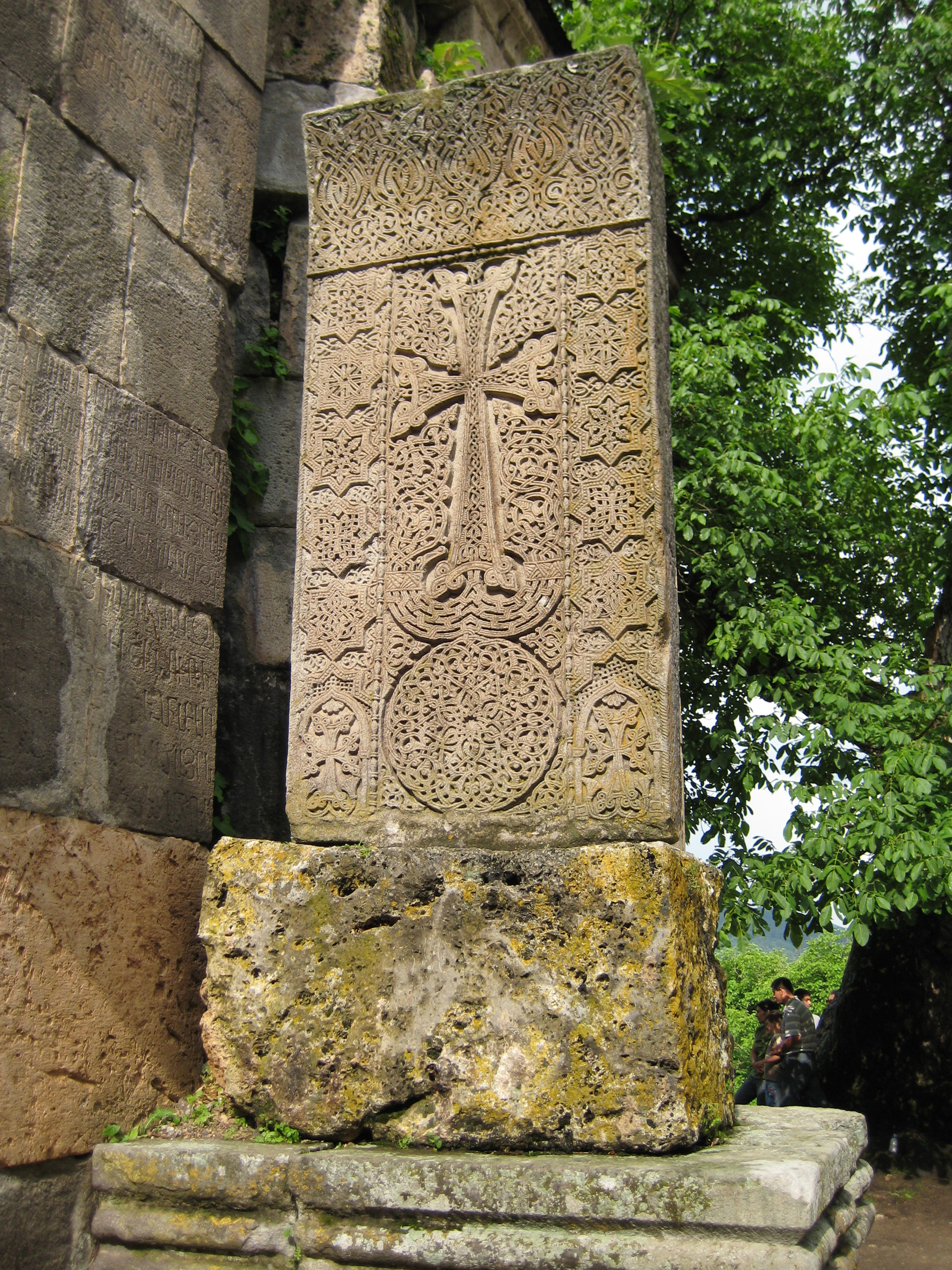
حجر خاتشكار أرميني قديم.

يقع فيرنيزاج يريفان (سوق الفنون والحرف اليدوية) على مقربة من ساحة الجمهورية، حيث يضج بمئات الباعة لمجموعة متنوعة من الحرف اليدوية وذلك في عطلات نهاية الأسبوع والأربعاء. يعرض السوق المنحوتات الخشبية والتحف والدانتيل الجميلة والصوف والسجاد اليدوي والكليم التي هي من اختصاص القوقاز. حجر السبج الذي يمكن العثور عليه محلياً، يصاغ في مجموعة متنوعة من الحلي كما يستخدم للزينة. تتمتع صياغة الذهب الأرمنية بتقاليد عريقة، حيث تشغل إحدى زوايا السوق بمجموعة متنوعة من الحلي. كما يمكن العصور على آثار سوفياتية وهدايا تذكارية من الدمى الروسية والساعات وصناديق العاج وغيرها.
على الجانب الآخر من دار الأوبرا، يوجد سوق الفن الشعبي آخر يملأ حديقة المدينة في عطلة نهاية الأسبوع. بسبب موقع أرمينيا كنقطة عبور على مر التاريخ يمكن العثور على العديد من المواقع الأثرية الرائعة. حيث توجد مولقع أثرية من العصور الوسطى والعصر الحديدي والعصر البرونزي وحتى العصر الحجري وكلها تبعد بضع ساعات بالسيارة عن المدينة. كما لا تزال العديد من الآثار عملياً غير مكتشفة، مما يسمح للزوار بمشاهدة الكنائس والقلاع في إعداداتها الأصلية.
يمتلك المتحف الوطني للفنون في يريفان أكثر من 16000 من الأعمال التي تعود إلى العصور الوسطى، والتي تروي حكايات أرمينيا الغنية وقصص تلك الأزمان. كما يضم لوحات رسمها فنانون أوروبيون كثر. كما أن متحف الفن الحديث ومعرض صورة الطفل ومتحف مارتيروس ساريان ليست سوى أسماء من بين العديد من المتاحف وصالات العرض في يريفان. علاوة على ذلك، توجد العديد من صالات العرض الخاصة حيث يفتتح الكثير منها كل عام، وتضم المعارض الدورية ودور البيع.

## الدين

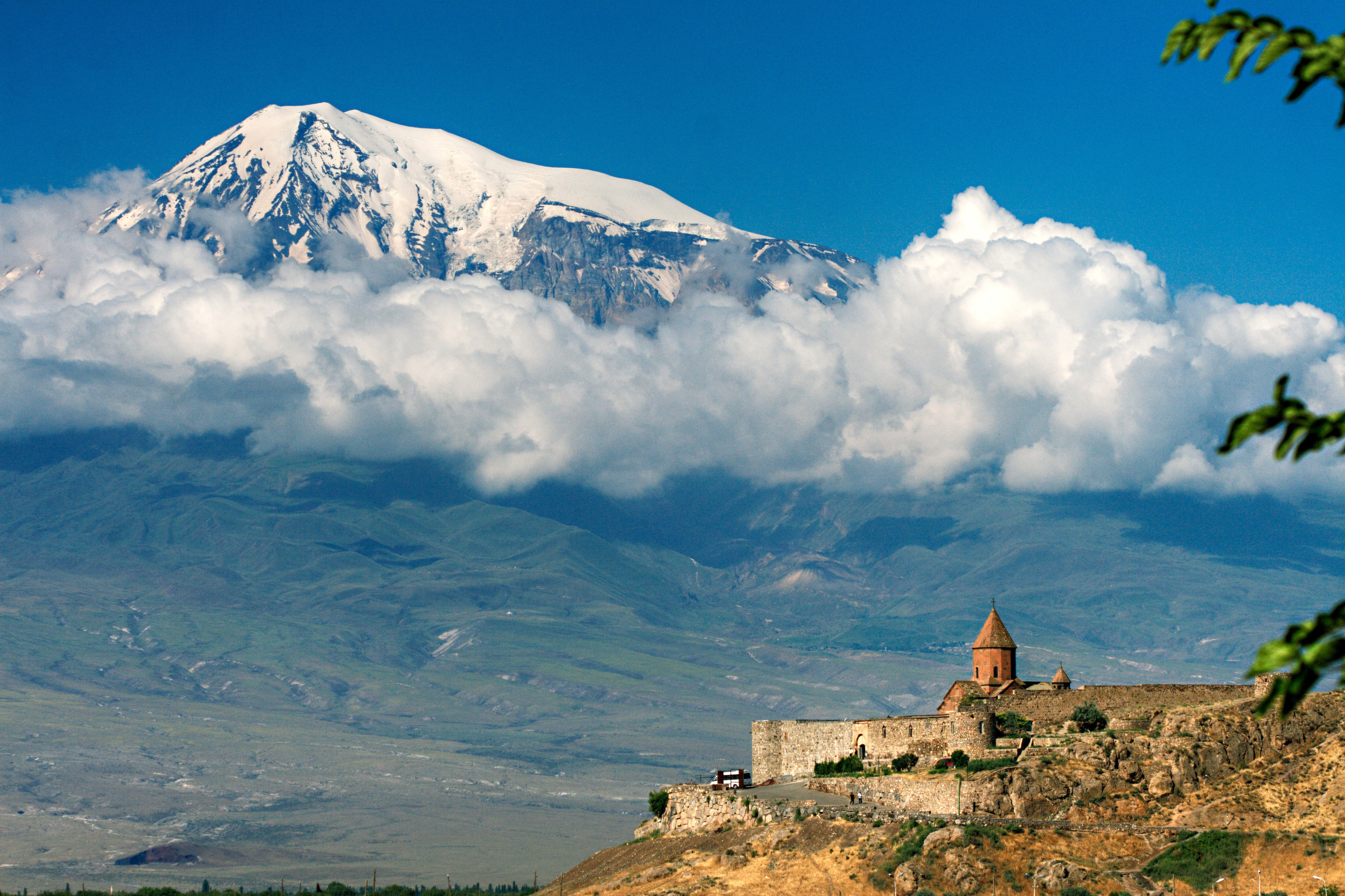
دير خور فيراب الذي يعود للقرن السابع الميلادي ويقع قرب جبل أرارات الذي يعتقد برسو سفينة نوح عليه.

تعد أرمينيا أول بلد اعتمد المسيحية كدين للدولة، وهو حدث يؤرخ تقليدياً في عام 301 م.
الديانة السائدة في أرمينيا هي المسيحية، والكنيسة الوطنية في البلاد هي الكنيسة الأرمنية الأرثوذكسية، التي تأسست وفق التقاليد الكنسية في القرن الأول على يد القديس تداوس والقديس برثلماوس وكلاهما من التلاميذ الاثني عشر، ولذلك تصف هذه الكنيسة نفسها «بالرسولية». من ناحية الطقوس، للكنيسة طقوسها الخاصة المنبثقة من الحضارة والمجتمع الأرمني، غير أنها تندرج في عائلة الطقوس والليتورجيات الشرقية أي تلك التي نشأت في القدس ومن ثمّ ازدهرت في الرها. أما من ناحية العقائد، فإن الكنيسة الأرمنية هي من الكنائس اللا خلقيدونية أي أنها تندرج ضمن عائلة الكنائس الأرثوذكسية المشرقية وتتقاسم المعتقدات ذاتها مع الأقباط الأرثوذكس والسريان الأرثوذكس بشكل رئيسي. الكنيسة الأرمنية أيضًا، هي عضو في مجلس كنائس الشرق الأوسط والمجلس العالمي للكنائس، ومن خلال هذين المجلسين، تتعاون مع سائر الكنائس والطوائف المسيحية.
ينتمي أكثر من 93 ٪ من المسيحيين الأرمن إلى الكنيسة الرسولية الأرمنية الأرثوذكسية، سواءً داخل أرمينيا أم خارجها. بنتيجة حركات الاتصال مع الفاتيكان خلال القرون الأخيرة، نشأت طائفة الأرمن الكاثوليك عام 1712 على يد مخيتار سبسطية. غير أنها لم تستطع أن تنتشر انتشارًا ملحوظًا داخل أرمينيا، بيد أن عددًا من الشتات الأرمني في سوريا ولبنان قد انتسب إليها، ويقع مقر بطريركيتها في بزمار إحدى بلدات لبنان. هناك أيضًا أرمن بروتستانت، خصوصًا من المعمدانيين  واللوثريين المشيخيين غير أنهم عمومًا أقلية ضئيلة.
قامت الكنيسة الأرمنية، بدور بارز في الحفاظ على الثقافة والهوية الأرمنية، على سبيل المثال يشتهر الرهبان الأرمن الكاثوليك بسلسلة من المنشورات العلمية من الإصدارات بالأرمنية لنصوص يونانية قديمة. هناك إلى جانب الكنائس الأرمنية، عدد قليل من أتباع الكنائس غير أرمنية الطقس واللغة من أمثال الكنيسة الرومانية الكاثوليكية أو الكنائس البروتستانتية.
يمارس اليزيديون الأكراد اليزيدية ويعيشون في الجزء الغربي من البلاد. هناك أيضاً أكراد يعتنقون الإسلام السني. توجد جالية يهودية في أرمينيا تقلصت إلى 750 شخصاً منذ الاستقلال حيث هاجر معظمهم متوجهاً إلى إسرائيل. يوجد حاليا معبدان يهوديان في أرمينيا في العاصمة يريفان وفي مدينة سيفان بالقرب من بحيرة سيفان.